# Навас, Сесар
Се́сар Гонса́лес На́вас (исп. César González Navas; род. 14 февраля 1980[…], Мостолес, Мадрид) — испанский футболист, игравший на позиции защитника.

## Биография
Навас окончил школу мадридского «Реала», но за основной состав родной команды так и не сыграл. Отыграл четыре сезона за «Реал Мадрид Б» в Сегунде Б. Дебютировал в высшем дивизионе в сезоне 2004/05 за «Малагу», в которой провёл два сезона. Его дебют пришёлся на домашнюю игру с «Леванте» 12 декабря 2004 года, закончившуюся победой «Малаги» 1:0.
В январе 2007 года покинул «Малагу», вылетевшую во второй дивизион, после чего отыграл 6 месяцев в аренде в «Химнастике» из Таррагоны, который боролся за выживание в высшем дивизионе (в итоге вылетел). После возвращения в «Малагу» Сесар ездил на просмотр в английский «Ипсвич Таун», но смотрины закончились неудачей из-за травмы плюсневой кости. Позже он перешёл в «Расинг» из Сантандера, выступавший в высшем испанском дивизионе, откуда 20 февраля 2009 он перешёл в казанский «Рубин» за 2 млн евро. Контракт с игроком был подписан на три года.
7 марта 2009 года дебютировал за «Рубин» в матче за Суперкубок России, в котором его команда уступила ЦСКА со счётом 1:2.
7 октября 2012 года в матче против «Амкара» Сесар Навас ударил коленом по голове Мартина Якубко, тот получил перелом челюсти, однако фол не был зафиксирован. Навас принёс свои извинения, но был дисквалифицирован на семь матчей чемпионата России.
10 июля 2015 года покинул «Рубин» на правах свободного агента, а 12 июля подписал контракт с «Ростовом», которым тогда руководил бывший главный тренер Наваса Курбан Бердыев. Летом 2017 года покинул команду. В сентябре 2017 года вернулся в «Рубин». В феврале 2019 завершил карьеру.
С апреля 2019 по февраль 2023 года возглавлял селекционный отдел «Рубина».

## Достижения
«Рубин»
- Чемпион России: 2009
- Бронзовый призёр чемпионата России: 2010
- Обладатель Суперкубка России (2): 2010, 2012
- Обладатель Кубка России: 2011/12
- Финалист Кубка России: 2008/09

«Ростов»
- Серебряный призёр чемпионата России: 2015/16

### Личные
- В списках 33 лучших футболистов чемпионата России (3): № 1 (2016/17), № 2 (2009), № 3 (2010).

## Статистика
| Клуб                | Страна  | Сезон     | Игры | Голы |
| ------------------- | ------- | --------- | ---- | ---- |
| Реал Мадрид Б       | Испания | 1999—2003 | 101  | 1    |
| Малага Б            | Испания | 2003/04   | 36   | 1    |
| Малага              | Испания | 2004/05   | 21   | 1    |
| Малага              | Испания | 2005/06   | 28   | 2    |
| Малага              | Испания | 2006/07   | 14   | 1    |
| Химнастик Таррагона | Испания | 2006/07   | 19   | 2    |
| Расинг Сантандер    | Испания | 2007/08   | 18   | 0    |
| Расинг Сантандер    | Испания | 2008/09   | 15   | 1    |
| Рубин               | Россия  | 2009      | 28   | 0    |
| Рубин               | Россия  | 2010      | 29   | 1    |
| Рубин               | Россия  | 2011/12   | 35   | 1    |
| Рубин               | Россия  | 2012/13   | 21   | 0    |
| Рубин               | Россия  | 2013/14   | 29   | 1    |
| Рубин               | Россия  | 2014/15   | 22   | 0    |
| Ростов              | Россия  | 2015/16   | 28   | 0    |
| Ростов              | Россия  | 2016/17   | 24   | 1    |
| Рубин               | Россия  | 2017/18   | 17   | 0    |
| Рубин               | Россия  | 2018/19   | 17   | 0    |